# Miribel-Lanchâtre
Miribel-Lanchâtre è un comune francese di 379 abitanti situato nel dipartimento dell'Isère della regione dell'Alvernia-Rodano-Alpi.

## Società

### Evoluzione demografica
Abitanti censiti